# Тактична група «Крим»
Тактична група «Крим» (ТГр «Крим», в/ч А2355) — тактичне з'єднання повітряних сил України зі складу ПвК «Південь» (2004-2014 рр.) в Криму.

## Історія
Частини 1-ї дивізії ППО (в/ч 03119) у складі 60-го корпусу протиповітряної оборони увійшла до складу Збройних сил України на території АР Крим, де в майбутньому стали основою тактичної групи повітряних сил «Крим». 
Влітку 1992 року особовий склад з'єднання склав Присягу на вірність народові України.
1 вересня 2012 року за наказом генерал-полковника Володимира Замани, ТГр «Крим» з підлеглими військовими частинами, в тому числі 204-та бригада тактичної авіації, увійшла в оперативне підпорядкування ВМС України.

### Окупація Криму Росією
27 лютого 2014 року пізно у вечері близько 500 осіб зі спецпідрозділу ГРУ РФ прибули на 16 вантажівках і 6 БТР до воріт бригади. Аеродром Бельбек був узятий під контроль "ввічливими людьми', які перекрили особовому складу 204-ї бригади доступ до стоянок літаків і вивели з ладу всі чотири винищувача, що залишалися на той момент справними. 22 березня всі споруди аеродрому Бельбек остаточно були захоплені російським спецназом.
5 березня 2014 р. російські військові зі стріляниною захопили два українських зенітно-ракетних комплекси у військовій частині 174 ЗРБр на мисі Фіолент і виставили навколо них свою охорону.
7 березня 2014 р. почалося блокування російськими військовими штабу ТГр «Крим». Нападники розбили за допомогою вантажівки "Урал" ворота військової частини, вдерлися  всередину та захопили КПП. 
11 квітня 2014 року Кримський півострів залишили останні військовослужбовці тактичної групи «Крим» Повітряних Сил ЗСУ. Загалом півострів залишили близько 400 її військовослужбовців, у тому числі 180 офіцерів. Днем раніше, 10 квітня, з Севастополя виїхали 98 військовослужбовців тактичної групи «Крим».
З 10 квітня 2014 року, за узгодженням з російською стороною, представники ВПС України приступили до операції з вивезення своєї авіаційної техніки та майна з Криму. Крім майна і техніки 204-ї бригади з аеродрому Бельбек, вивезенню підлягають також декілька літаків МіГ-29 та майно Державного авіаційного науково-випробувального центру (ДАНВЦ) України з аеродрому Кіровський поблизу Феодосії.

## Структура
- 204-та Севастопольська бригада тактичної авіації імені Олександра Покришкіна (в/ч А4515, м. Севастополь (Бельбек)) (МіГ-29С/УБ, L- 39).
- 50-й гвардійський зенітний ракетний Севастопольсько-Феодосійський полк (в/ч А4489, Автономна республіка Крим, м. Феодосія (мис Іллі)) 2 ЗРДН С- 300ПС.
- 55-й зенітний ракетний полк (514-й озрдн в/ч А4521 ; 515-й озрдн в/ч А4523 ; 518-й озрдн в/ч А4524) (в/ч А4519, Автономна республіка Крим, м. Євпаторія) 3 озрдн «Бук — М1»
- 174-та зенітна ракетна бригада (в/ч А3009, м. Севастополь (Дергачі)) 3 ЗРДН С-300ПС.
- 40-ва окрема радіотехнічна Кримська бригада (в/ч А1656, м. Севастополь (Любимівка))
  - 251-й ортб в/ч А2255, м. Севастополь (Бельбек).
  - 257-й ортб в/ч А1554 (348 -й ПНА) Автономна республіка Крим, м. Ялта (Ай-Петрі).
  - 262-й ортб в/ч А0883 (259 -й ПНА) Автономна республіка Крим, м. Керч.
  - 549-та орлр в/ч А1051, м. Севастополь (Фіолент).
  - 727-ма орлр в/ч А1138, Автономна республіка Крим, м. Судак (Меганом).
  - 729-та орлр в/ч А1133, Автономна республіка Крим, м. Феодосія.
  - 740-ва орлр в/ч А0801, Автономна республіка Крим, Ялтинський р-н, с. Обвальний.
  -  ??? орлр в/ч А0879, Автономна республіка Крим, м. Євпаторія.
  -  ??? орлр в/ч А1863 (260-й ПНА) Автономна республіка Крим, смт Чорноморське (Тарханкут).
  -  ??? орлр в/ч А1397, Автономна республіка Крим, м. Алушта (Костель)
- 21-ша авіаційна комендатура (в/ч А1387, Автономна республіка Крим, м. Джанкой)
- Н-ський окремий центр радіо та радіотехнічної розвідки (в/ч А2708, Автономна республіка Крим, м. Євпаторія)
- 168-й державний авіаційний науково-випробувальний центр (в/ч А0156 (830 ДНІП), Автономна республіка Крим, м. Феодосія (Кіровський))
- 358 окремий батальйон радіоелектронної боротьби (Севастополь)

## Командування
- генерал-майор Теребуха Іван Миколайович (2004? — 2008)[6]
- генерал-майор Струцінський Олег Васильович (2008—2014)